# 5025 Mecisteus
Az 5025 Mecisteus (ideiglenes jelöléssel (5025) 1986 TS6) egy kisbolygó a Naprendszerben. M. Antal fedezte fel 1986. október 5-én.